# Saphrys tehuelche
Espèce
Synonymes
- Euophrys tehuelche Galiano, 1968

Saphrys tehuelche est une espèce d'araignées aranéomorphes de la famille des Salticidae.

## Distribution
Cette espèce est endémique du Chili.

## Publication originale
- Galiano, 1968 : Nuevas especies chilenas del género Evophrys Koch, C. L., 1834 (Araneae-Salticidae). Physis, Revista de la Sociedad Argentina de Ciencias Naturales, sér. C, vol. 27, p. 233-243.